# Jamna
Jamna est une localité polonaise de la gmina de Zakliczyn, située dans le powiat de Tarnów en voïvodie de Petite-Pologne.